# HD 223778
HD 223778, eller HR 9038, är en trippelstjärna i stjärnbilden Cepheus. Huvudkomponenten är en orange stjärna i huvudserien.
Trippelstjärnan har den kombinerade fotografiska magnituden +6,50 och befiner sig därmed vid den absoluta gränsen för vad som går att se för blotta ögat vid mycket god seeing.